# Пригоди Джекі Чана
«Пригоди Джекі Чана» (англ. Jackie Chan Adventures) — американський анімаційний телесеріал, що розповідає про пригоди вигаданої версії зірки екшн-фільмів Джекі Чана. Більшість епізодів містять посилання на справжні фільми Чана.

## Сюжет

### 1 сезон
Археолог Джекі Чан, його племінниця Джейд та дядечко потрапляють у пригоду, зв'язану з магічними талісманами, в котрі багато років тому воїн-чаклун Ло-Пей заточив сили демона вогню Шенду. Тепер демону допомагає організація Чорна Рука та агенція Секція 13 наймає Чана, щоб той допоміг їм зібрати талісмани першими. Джекі вдається зібрати всі талісмани, але талісман тигра відділяє від нього його злу частину і та допомагає Чорній Руці вкрасти талісмани. Шенду оживає і летить в Гонконг для помсти людству.

### 2 сезон
Після програшу Шенду потрапляє до своїх братів та сестер в Демонське пекло. Проте ті змушують його повернутися в наш світ, щоб демон звільнив їх. На жаль, Шенду знову доводиться зв'язатися з Чорною Рукою. Дядечко призначає Тору своїм учнем і дізнається, що Шенду повернувся для звільнення своїх родичів з допомогою Скриньки Панку і герої відправляються зупинити його. Джекі повертає усіх демонів назад у пекло і тоді Шенду переписує історію світу. За новою історією демони досі правлять світом, а єдина, хто пам'ятає минуле-це Джейд.

## Персонажі
Головні персонажі:
- Джекі Чан — головний герой, археолог, який живе у Сан-Франциско зі своїм дядьком. На дуже високому рівні володіє бойовими мистецтвами, яких навчився у Дядечка, з допомогою яких перемагає всіх злих персонажів.
- Джейд Чан — племінниця Джекі з Китаю (вік близько 9 років), яку батьки надіслали навчатися до США і жити в свого дядька. Своїми методами допомагає Джекі шукати талісмани і боротися зі злом.
- Дядечко — власник антикварної лавки, володіє бойовими мистецтвами і білою магією, з допомогою якої неодноразово перемагав демонів, злих персонажів і магів.
- Тору— дуже великий японець, на початку був в банді «Чорної руки», але згодом перейшов «на сторону добра» і став разом з Джекі боротися зі злом, а також допомагати Дядечку в антикварній лавці і навчатись у нього білій магії. В кінці мультсеріалу став повноцінним чаклуном.
- Пацько(Бугай) — опецькуватий бандит з «Чорної руки», який протягом всього мультсеріалу носить пов'язку-пластир на носі.
- Чоу — бандит з  «Чорної руки», азійського походження (імовірніше за все китаєць), характерна ознака — яскраві помаранчеві сонцезахисні окуляри, які він ніколи не знімає(певно, без них він погано бачиить)
- Фінн (Рудий) — бандит з  «Чорної руки», ірландець, носить білий костюм. Фанат 70-х років і диско.
- Гак Фу — також відомий як Чорний Тигр. Кремезний рудоволосий бандит-найманець з  «Чорної руки». Під час бійки кричить метафоричні фрази, які характеризують його атаки, наприклад, «тигр стрибає на кролика!»
- Вальмонт — ватажок «Чорної руки», родом зі Сполученого Королівства. Зневажливо ставиться до своїх помічників.
- Капітан Блек — голова «Секції 13», хороший друг Джекі. Народився 27 жовтня 1959, є фанатом Джеймса Бонда і Елвіса Преслі (така інформація стає відомою протягом мультсеріалу). Спочатку саркастично ставився до талісманів і не вірив у їх магічні здібності, доки не переконався у зворотному на власні очі.
- Даолон Вонг - чорний маг, який намагається заволодіти талісманами та є головним суперником Дядечка. Після того, як Джекі руйнує талісмани, Даолон Вонг намагається віднайти тварин, яким перейшла магія талісманів. Має у своєму розпорядженні 3-х посіпак-воїнів, яких згодом Дядечко загнав закляттям у скриньку. Після цього Даолонг Вонг зробив своїми посіпаками-воїнами Пацька, Чоу і Фінна.

### Безсмертні Демони
- Шенду (вогонь)
- Ші Ву (небо)
- Зо Лан (місяць)
- Дай Ґвей (земля)
- Чанг Зу (грім)
- Пол Конг (гори)
- Шо Фун (вітер)
- Бай Тса (вода)

### Демони Оні
- Таракудо
- Ніндзя
- Бритва
- Кажан
- Сумо
- Самурай (генерал Іказукі)
- Кальмар
- Міні
- Краб
- Богомол

## Список епізодів
| Сезон | Епізоди | Оригінальний показ (США) | Оригінальний показ (США) |
| Сезон | Епізоди | Прем'єра сезону          | Фінал сезону             |
| ----- | ------- | ------------------------ | ------------------------ |
| 1     | 16      | 9 вересня 2000           | 17 березня 2001          |
| 2     | 36      | 8 вересня 2001           | 7 вересня 2002           |
| 3     | 17      | 14 вересня 2002          | 3 травня 2003            |
| 4     | 13      | 13 вересня 2003          | 14 лютого 2004           |
| 5     | 13      | 11 вересня 2004          | 8 липня 2005             |

## Магія і надприродне
У серіалі з'являється магія і таке надприродне, як заклинання, демони, чі, і кам'яні талісмани впродовж всіх епізодів.

### Талісмани
Талісмани символізують дванадцять тварин китайського зодіаку:
- Щур: сила і здатність оживлення. Дає життя неживим предметам.
- Бик: обладання суперсилою[en]. Джекі знайшов його на масці Ель Торо Фуерте. В епізоді «Маска Ель Торо Фуерте» талісман збільшив Джейд до надлюдських розмірів. Може також зміцнювати об'єкти.
- Тигр: обладання духовним балансом[en].
- Кролик: обладання супершвидкістю. Був знайдений у панцирі гігантської черепахи в Тихому океані. У поєднанні з талісманом півня дає користувачеві силу надзвукового польоту.
- Дракон: сила і здатність спалювання.
- Змія: сила і здатність невидимості[en].
- Кінь: сила і здатність зцілення.
- Вівця: сила і здатність астральної проєкції.
- Мавпа: сила і здатність перетворення[en]. Дає можливість змінювати свою форму або перетворюватись у різних тварин.
- Півень: сила і здатність левітації. Володар цього талісмана буде мати можливість літати, а також піднімати об'єкти в повітря. Комбінація цього талісмана з талісманом кролика дозволяє людині досягти надзвукового польоту. Він також надає користувачеві здатність телекінезу. Був знайдений у золотому щиті зруйнованого баварського замку. Він був першим талісманом серіалу, і ним доволі часто користувалися упродовж всього шоу.
- Собака: сила і здатність безсмертя. Талісман запобігає смерть. Був знайдений в баварському вітряку.
- Свиня: володіння вогненним поглядом[en]. Дозволяє користувачеві випромінювати з очей жовтий вогненний промінь. Був знайдений на капелюсі механічної свині на годинниковій вежі у Баварії.

## Сприйняття
Організація Common Sense Media дала серіалу 4 зірки з 5, назвавши його легким, розважливим, цікавим, і з почуттям гумору. «Це шоу може і не дуже розумне, але вдосталь веселе», — відмічено у відгуку.